# Docklands (nattklubb)
Docklands var en nattklubb för ravemusik belägen vid Finnboda varv i Nacka, söder om Stockholm, aktiv åren 1995–2002. Den grundades och drevs av Mats Hinze och Anders Varveus. Nattklubben hölls öppen varje lördagskväll med en kapacitet för lokalen om 800 personer.

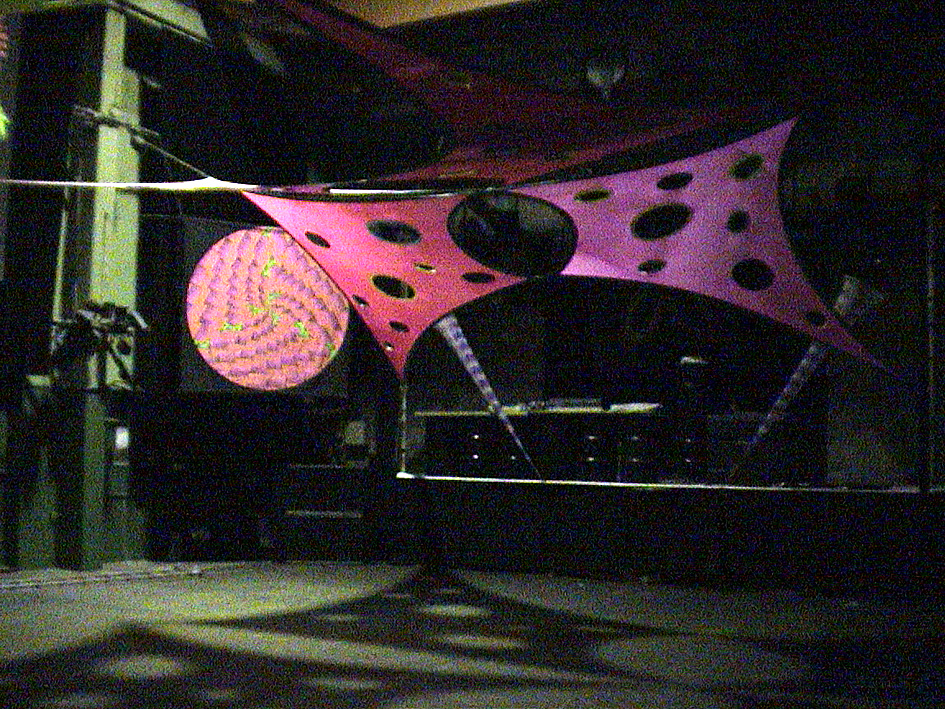
Dansgolvet strax före den allra sista festen den 21 december 2002.

Den invigdes premiär 2 september 1995, och efter politiska kontroverser hölls den sista festen på Docklands den 21 december 2002.

## Historik

### Kontroverser
Klubben blev politiskt sprängstoff efter att narkotikapåverkade ungdomar börjat florera i Stockholm city. Ungdomarna kopplades ihop med Docklands. I februari 1996 slog svensk polis till, efter rykten om drogförsäljning.
Företeelsen uppmärksammades i Sveriges riksdag, och gav stoff till många löpsedlar i media. Sveriges statsminister Göran Persson talade samma vår om att ungdomsgenerationerna i tusentals skulle gå från "Docklands till Folkets park".
Bland personer engagerade i klubbens öde märktes bland andra Vänsterpartiets dåvarande partiledare Gudrun Schyman. Hon uppmärksammades i september 1996 för att ha besökt klubben i mars samma år efter inbjudan av Hinze men utan att känna till de politiska diskussionerna som gjorde klubben omdebatterad i media: ”Jag hade inte tagit reda på det (...) Det blev ett himla liv när jag gick dit", berättade hon i SVT-programmet Skandal! 

### Återkomst
Anders Varveus återupplivade Docklands 2015 som Docklands Reborn, en tre nätter lång technofest i en lokal på Kvarnholmen, 200 meter från det ursprungliga Docklands. Evenemanget arrangerades i samarbete med festivalen Dans Dakar. Med hjälp från volontärer lät Varveus dessutom bygga ett ekipage i form av ett dansgolv på ett lastbilsflak, som deltog i Stockholm Prides parad den 1 augusti samma år. Dans Dakar ställdes dock in på grund av ekonomiska problem, och samma vecka som Docklands Reborn skulle gå av stapeln ställdes också den in. Anledningen var en konflikt med Nacka kommun om festens öppettider.
I början av 2016 arrangerades Docklands Club Sessions som en nattklubb på de etablerade danslokalerna Slakthuset och En arena i Slakthusområdet.